# Māris Smirnovs
Māris Smirnovs (Daugavpils, 2 giugno 1976) è un ex calciatore lettone, di ruolo difensore.

## Carriera

### Club
Ha esordito in massima serie lettone con il Vilan-D (l'anno seguente noto come Dinaburg), per poi passare ai concittadini del Lokomotive Daugavpils; dopo un anno al Valmiera, si trasferì Ventspils con cui conquistò due Coppe nazionali. Dopo due stagioni con i polacchi del Amica Wronki (con pochissime presenze in campo), torna in patria con il Ditton. Passa ai rumeni della Dinamo Bucarest con i quali, pur collezionando un'unica presenza, vince il campionato.
Dopo un breve ritorno in patria con il Jūrmala, torna in Polonia, stavolta con il Górnik Zabrze, trovando maggiore spazio. Chiude la stagione 2009 in patria, di nuovo con il Ventspils, mentre l'anno dopo è con gli azeri del Turan. Conclude la carriera in patria con il Tranzit.

### Nazionale
Ha esordito in nazionale il 5 luglio 2003, giocando da titolare la partita contro l'Estonia valida per la Coppa del Baltico 2003, che per altro consentì alla sua nazionale di vincere il torneo.
Prese parte alla storica spedizione al Campionato europeo di calcio 2004, senza per altro mai scendere in campo. Chiuse la carriera in nazionale totalizzando 22 presenze e nessun gol all'attivo.

## Palmarès

### Club
- Campionato rumeno: 1

Dinamo Bucarest: 2007
- Coppe di Lettonia: 2

Ventspils: 2003, 2004

### Nazionale
- Coppa del Baltico: 1

2003

## Statistiche

### Cronologia presenze e reti in Nazionale
| Cronologia completa delle presenze e delle reti in nazionale ― Lettonia | Cronologia completa delle presenze e delle reti in nazionale ― Lettonia | Cronologia completa delle presenze e delle reti in nazionale ― Lettonia | Cronologia completa delle presenze e delle reti in nazionale ― Lettonia | Cronologia completa delle presenze e delle reti in nazionale ― Lettonia | Cronologia completa delle presenze e delle reti in nazionale ― Lettonia | Cronologia completa delle presenze e delle reti in nazionale ― Lettonia | Cronologia completa delle presenze e delle reti in nazionale ― Lettonia |
| Data                                                                    | Città                                                                   | In casa                                                                 | Risultato                                                               | Ospiti                                                                  | Competizione                                                            | Reti                                                                    | Note                                                                    |
| ----------------------------------------------------------------------- | ----------------------------------------------------------------------- | ----------------------------------------------------------------------- | ----------------------------------------------------------------------- | ----------------------------------------------------------------------- | ----------------------------------------------------------------------- | ----------------------------------------------------------------------- | ----------------------------------------------------------------------- |
| 5-7-2003                                                                | Tallinn                                                                 | Estonia                                                                 | 0 – 0                                                                   | Lettonia                                                                | Coppa del Baltico 2003                                                  | -                                                                       |                                                                         |
| 20-12-2003                                                              | Pafo                                                                    | Kuwait                                                                  | 2 – 0                                                                   | Lettonia                                                                | Amichevole                                                              | -                                                                       | Ammonizione                                                             |
| 21-2-2004                                                               | Larnaca                                                                 | Lettonia                                                                | 1 – 4                                                                   | Bielorussia                                                             | Torneo internazionale di Cipro                                          | -                                                                       | 76’                                                                     |
| 9-10-2004                                                               | Bratislava                                                              | Slovacchia                                                              | 4 – 1                                                                   | Lettonia                                                                | Qual. Mondiali 2006                                                     | -                                                                       |                                                                         |
| 1-12-2004                                                               | Riffa                                                                   | Oman                                                                    | 3 – 2                                                                   | Lettonia                                                                | Coppa del Primo Ministro                                                | -                                                                       |                                                                         |
| 3-12-2004                                                               | Riffa                                                                   | Bahamas                                                                 | 2 – 2 dts (4 - 2 dtr)                                                   | Lettonia                                                                | Coppa del Primo Ministro                                                | -                                                                       |                                                                         |
| 9-2-2005                                                                | Limisso                                                                 | Austria                                                                 | 1 – 1                                                                   | Lettonia                                                                | Torneo internazionale di Cipro                                          | -                                                                       |                                                                         |
| 30-3-2005                                                               | Riga                                                                    | Lettonia                                                                | 4 – 0                                                                   | Lussemburgo                                                             | Qual. Mondiali 2006                                                     | -                                                                       |                                                                         |
| 4-6-2005                                                                | San Pietroburgo                                                         | Russia                                                                  | 2 – 0                                                                   | Lettonia                                                                | Qual. Mondiali 2006                                                     | -                                                                       | 70’                                                                     |
| 8-6-2005                                                                | Riga                                                                    | Lettonia                                                                | 1 – 0                                                                   | Liechtenstein                                                           | Qual. Mondiali 2006                                                     | -                                                                       |                                                                         |
| 17-8-2005                                                               | Riga                                                                    | Lettonia                                                                | 1 – 1                                                                   | Russia                                                                  | Qual. Mondiali 2006                                                     | -                                                                       |                                                                         |
| 3-9-2005                                                                | Tallinn                                                                 | Estonia                                                                 | 2 – 1                                                                   | Lettonia                                                                | Qual. Mondiali 2006                                                     | -                                                                       |                                                                         |
| 24-12-2005                                                              | Phang Nga                                                               | Thailandia                                                              | 1 – 1                                                                   | Lettonia                                                                | King's Cup 2005                                                         | -                                                                       |                                                                         |
| 26-12-2005                                                              | Phuket                                                                  | Corea del Nord                                                          | 1 – 1                                                                   | Lettonia                                                                | King's Cup 2005                                                         | -                                                                       |                                                                         |
| 28-12-2005                                                              | Phuket                                                                  | Oman                                                                    | 1 – 2                                                                   | Lettonia                                                                | King's Cup 2005                                                         | -                                                                       |                                                                         |
| 30-12-2005                                                              | Phuket                                                                  | Corea del Nord                                                          | 1 – 2                                                                   | Lettonia                                                                | King's Cup 2005                                                         | -                                                                       |                                                                         |
| 28-5-2006                                                               | East Hartford                                                           | Stati Uniti                                                             | 1 – 0                                                                   | Lettonia                                                                | Amichevole                                                              | -                                                                       |                                                                         |
| 16-8-2006                                                               | Mosca                                                                   | Russia                                                                  | 1 – 0                                                                   | Lettonia                                                                | Amichevole                                                              | -                                                                       |                                                                         |
| 2-9-2006                                                                | Riga                                                                    | Lettonia                                                                | 0 – 1                                                                   | Svezia                                                                  | Qual. Euro 2008                                                         | -                                                                       |                                                                         |
| 7-10-2006                                                               | Riga                                                                    | Lettonia                                                                | 4 – 0                                                                   | Islanda                                                                 | Qual. Euro 2008                                                         | -                                                                       |                                                                         |
| 11-10-2006                                                              | Belfast                                                                 | Irlanda del Nord                                                        | 1 – 0                                                                   | Lettonia                                                                | Qual. Euro 2008                                                         | -                                                                       | 46’                                                                     |
| Totale                                                                  |                                                                         | Presenze                                                                | 21                                                                      |                                                                         | Reti                                                                    | 0                                                                       |                                                                         |